# Psilocerea penicillata
Psilocerea penicillata är en fjärilsart som beskrevs av Claude Herbulot 1956. Psilocerea penicillata ingår i släktet Psilocerea och familjen mätare. Inga underarter finns listade.